# Szalai Péter
Szalai Péter (Budapest, 1962. április 25. –) zenész, tabláművész.

## Életpályája
Szalai Péter észak-indiai klasszikus zenével foglalkozó, korunk egyik legkiválóbb, európai születésű tablázenésze.
Gyerekkorában zongorázott, Petri György mostohafiaként, 16 éves korában a családi barát, Kurtág György tanácsára mégis inkább az indiai páros ütőhangszert, a tablát választotta hangszeréül.
A tablá az indiai ütőhangszerek közt is valódi kuriózum: konkrét hangmagasságra hangolható dobpár. A többrétegű bőr és a különleges ujjtechnikával történő játék mással össze nem téveszthető poliritmikus hangzást biztosít. Ezért a tabla mint hangszer, nemcsak ritmikai funkciót lát el, hanem tónusában, megszólalásában is rendkívül gazdag zeneiséggel rendelkezik.
Kezdetben a Delhi gharana (iskola) kiemelkedő képviselőjétől, Anthony Dasstól tanult 1982-1984 között Budapesten és Indiában is. 1979-1980-ban két együttesben is kipróbálta magát, mint a Krulik Zoltán vezette Creativ Stúdió Öt (CSÖ) és a Dés László vezette Dimenzió együttes nevű formációk. 
1980-tól dolgozott az indiai klasszikus zenét játszó Calcutta Trióval (Kozma András szitár, Molnár András tanpura) és az 1984-től Makám együttessel is (ez utóbbinak alapítója is volt és 1991-ig játszott benne).
1987-ben vendégzenészként a Varsói Jazz Jamboreen S. Klupowitz International Bandjében játszott tablán és ütőhangszereken. 1988-ban egy hosszabb nyugat-európai koncertturnén és lemezfelvételen a világhírű Albert Mangelsdorf, W. Dauner és a Family of Percussion társaságában játszott, mint meghívott muzsikus.
1988-tól a világhírű tablamester Ustad Alla Rakha fogadta tanítványává. Az ő hatására napjainkban is szigorúan követi a Punjab gharana (átírásban:Pandzsáb gharána) hagyományait. Ezzel párhuzamosan különleges mester-tanítvány kapcsolatba került az azóta elhunyt Pandit Ravi Shankarral, akit nemcsak az indiai klasszikus zene területén tekint gurujának (mesterének).
Rendszeres vendége az indiai zenei fesztiváloknak muzsikusként is, de intenzív kapcsolata mesterének fiaival – Ustad Zakir Hussain, Fazal Quereshi és Toufiq Quereshi –, sem szakadt meg Ustad Alla Rakha 2000-ben bekövetkezett halála óta sem.
A Calcutta Trió tagjaként 1980-tól napjainkig zenél klasszikus indiai zenét. A Calcutta Trió Indiai Zeneklubja azóta is a Marczibányi Téri Művelődési Központban működik havi rendszerességgel.
Amellett, hogy a Calcutta Trió tagjaként 1980 óta több ezer koncertet adott, kiemelkedő kvalitású indiai zenészek választották partnerükévé Európában a 90-es évektől kezdődően: Pr. Debu Choudury, Nandkishor Muley, Gaurav Mazumdar, Shubhendra Rao.
1992-ben még duóban megalakította Szőke Szabolccsal a Tin Tin-t, 1994-től a Tin Tin Quartet tagja, majd némi kihagyás után 1997-ben tért vissza az együttesbe az akkor már Tin Tin Quintetbe.
2000-ben közreműködött Lantos Zoltán hegedűssel, Juhász Gábor jazz gitárossal, valamint saját tanítványával, Nyusztay Ivánnal a Samsara Quartett létrehozásában, majd 2002-ben lemezt is kiadtak ebben a felállásban.
Jelenleg is keresett muzsikus különböző jazz és etno, ill. fúziós produkciókban, sokoldalú zenei formációkban játszik mint 2003-2011 között a Mitsoura együttes (Miczura Mónika, Monori András, Moldvai Márk, Lukács Miklós, Mandula Éva), 2006-tól a Lukács Miklós Quintet (Lukács Miklós, Szandai Mátyás, Dés András, Bacsó Krisztián), aztán az TrióM (Tóth Evelin, Kardos Dániel), és a Rubái Trió (Szőke Szabolcs és Tóth Evelin), Szőke Szabolcs Quintet, Méthode Traditionelle stb.
Vendégzenészként fellépett már az Amadinda, a Dresch Quartet, Palya Bea, Szalóki Ági, Lantos Zoltán stb. koncertjein. Számos lemezen működött közre, úgymint: Peter Ogi, Palle Mikkelborg, Djabe, Szemző Tibor stb.
Tevékenysége fontos részének tekinti a tanítást a RIMPA (Ravi Shankar Institute for Music and Performing Arts) keretében. A RIMPA elnökhelyettese.
2009 óta Rácz Zoltán meghívására a Zeneakadémián is tanít klasszikus indiai zeneelméletet és az ütőhangszereseknek tablát, klasszikus és jazz tanszakosoknak egyaránt.
2010-ben Lélek és hang aztán Húr és lélek cimmel előadói esteket szervezett olyan előadók közreműködésével, mint Palya Bea, Szalóki Ági, Lukács Miklós, Balogh Kálmán, Farkas Rózsa, és a Lukács Miklós Quintet.
2011-2013-ban eddigi pályafutása előtti tisztelgésként, portréfilmet forgattak róla Az angyal a részletekben lakik címmel, melyből felkérésre készült egy, az indiai zene magyarországi tanítását bemutató kisfilm is, Kotta nélkül címmel.

## Diszkográfia
- 1988 Makám: Közelítések – Approaches (tabla, marimba)
- 1988 A. Mangelsdorf, W. Dauner és a Family Percussion (koncertlemez)
- 1991 Szalai–Szőke: Tin Tin (tabla, ektar, anklung, gato-sansa, ütőhangszerek)
- 1993 Peter Ogi: Songs (közreműködő)
- 1997 Binder Károly: Erózió (Az Erózió című film zenéje) (tabla, kalimba)
- 1998 James, Stephen – Szalai Péter: Ragas of Pandit Ravi Shankar (tabla)
- 1998 Makám: A part (tabla, zanza, harangjáték, tabla tárang)
- 1999 A Túlsó Part (The Other Shore) (közreműködő)
- 1999 Calcutta Trió: Classical Indian Music (tabla)
- 2000 Szőke Szabolcs: Sindbad's songs (tabla, ütőhangszerek)
- 2001 Calcutta Trió : Live in Pesti Vigado (tabla)
- 2002 Szalai- Szőke: Duo koncert [A 2001-2002-es Győri Jazz estek – tabla, mbira)
- 2002 Lantos Zoltán' Mirrorworld: Tiptoe ceremony (tabla, ének)
- 2003 Samsara Quartet: Bindu (tabla)
- 2003 Djabe- Táncolnak a kazlak (tabla)
- 2003 Mitsoura: Mitsoura(tabla, ghatam, dholak, khalimba, konnakol, ütőhangszerek)
- 2004 Juhász – Mikkelborg: 60/40 (közreműködő)
- 2005 Gadó Gábor Quartet: Psyché (közreműködő)
- 2005 Hungarian Jazz Store (közreműködő)
- 2007 Dörnyei Gábor: Drums, Music and Friends (közreműködő)
- 2007 Makám: Orient – Occident (tabla)
- 2008 Mitsoura: Dura, Dura, Dura (tabla, nakkara, kalimba, konnakol, ütőhangszerek)
- 2009 Dresch Quartet: Ritka madár (tabla)
- 2009 Rubái (tabla, tabla tárang, chanda, marimbula, vibraton, mbira, angklung, framedrum, konnakol)
- 2010 Palya Bea: Én leszek a játékszered (tabla, csörgő)
- 2012 Szőke Szabolcs Quintet – David Boato : Via Ilka (tabla, cajon, csörgők, aquaphone, mbira)
- 2012 Szalóki Ági: Öröme az égnek, ünnepe a földnek (közreműködő, tabla, csörgők)
- 2014 Juhász Gábor Trió: Making A Change – Coltrane's Love Supreme (cajon)

## Filmográfia
- 1988 Hanussen (közreműködő zenész)
- 1992 Zsötem (közreműködő zenész)
- 1992 Erózió (közreműködő zenész)
- 2011 Kotta nélkül – rövidfilm (szereplő)
- 2013 Az angyal a részletekben lakik (főszereplő)

## Külső hivatkozások
- Szalai Péter – BMC adatbázis
- Szalai Péter a Port.hu-n
- Mitsoura honlapja
- Szalai Péter: Verbális zenekultúra[halott link]
- Tin Tin Quintet
- Makám együttes honlapja
- Calcutta Trió a Vidorfesztivál honlapján[halott link]
- Új hangszer, új lehetőségek – interjú a KuK honlapján